# Sander Sagosen
Sander Sagosen (født 14. september 1995 i Trondheim) er en norsk håndboldspiller, der spiller for Aalborg Håndbold. Han har tidligere optrådt for Kolstad IL og Haslum HK i hjemlandet, Aalborg Håndbold, Paris St. Germain og THW Kiel. Han var med til at vinde DM guld i 2017, hvor han var Håndboldligaens bedste spiller. Det gav ham et skifte til Paris St. Germain. Han fik debut på det norske A-landshold i en kamp mod Kroatien i 2013. I 2023 vendte han hjem til Norge for at spille for Kolstad IL igen. I februar 2025 skiftede han midt i sæsonen til Aalborg Håndbold.
Han danner par med den norske håndboldspiller Hanna Bredal Oftedal.